# Bronisław Romaniszyn
Bronisław Ignacy Romaniszyn (ur. 21 lipca 1880 w Baligrodzie, zm. 19 stycznia 1963 w Krakowie) – polski śpiewak operowy (tenor), pedagog, dyplomata, działacz społeczny.

## Życiorys
Urodził się w rodzinie Michała i Rozalii (Róży) z Gajewskich. Po przeniesieniu się wraz z rodzicami z Baligrodu do Nowego Wiśnicza (gdzie ojciec objął funkcję nadzorcy więziennego) uczęszczał tam do szkoły ludowej, a następnie od roku szk. 1892/93 do ówczesnego c. k. Gimnazyum w Bochni gdzie w 1901 uzyskał świadectwo dojrzałości. W tym samym roku rozpoczął studia na Uniwersytecie Jagiellońskim (prawo i filozofia), które po dwóch semestrach przerwał wyjeżdżając w 1903 r. do Wiednia, gdzie zaczął pobierać lekcje gry na skrzypcach u Jakoba Grüna oraz śpiewu u Monzoniego. W 1905 opuszcza Wiedeń udając się do Paryża aby kontynuować studia wokalne u Jana Reszke, zostając w latach 1908–1910 asystentem w jego prywatnej szkole.
Od 1910 zaczął występować na scenach francuskich i niemieckich. W jego krótkotrwałej karierze artystycznej dominowały występy gościnne. Jedynym wyjątkiem jest kontrakt na sezon 1910/11 w Teatrze Miejskim we Lwowie, gdzie występował m.in. w partiach Cania w operze Ruggera Leoncavalla „Pajace” i Winicjusza w operze Jean Nouguésa Quo vadis. W 1911 wyjechał do Monachium, gdzie studiował role wagnerowskie. Potem występował w operze w Norymberdze oraz śpiewał na koncertach w Monachium i Karlsruhe. W 1914 śpiewał w Teatrze Wielkim w Warszawie partie tytułowe w operach Richarda Wagnera: dniu 22 marca w operze Lohengrin, w dniach 22 i 25 kwietnia tegoż roku partię Zygmunta w operze Walkiria, a w dniach 25 listopada i 1 grudnia 1915 ponownie partię tytułową w Lohengrinie. Ponieważ z chwilą wybuchu I wojny światowej wstąpił w szeregi Legionów Polskich – na wszystkie warszawskie występy musiał mieć specjalne zezwolenie od Naczelnego Dowództwa.

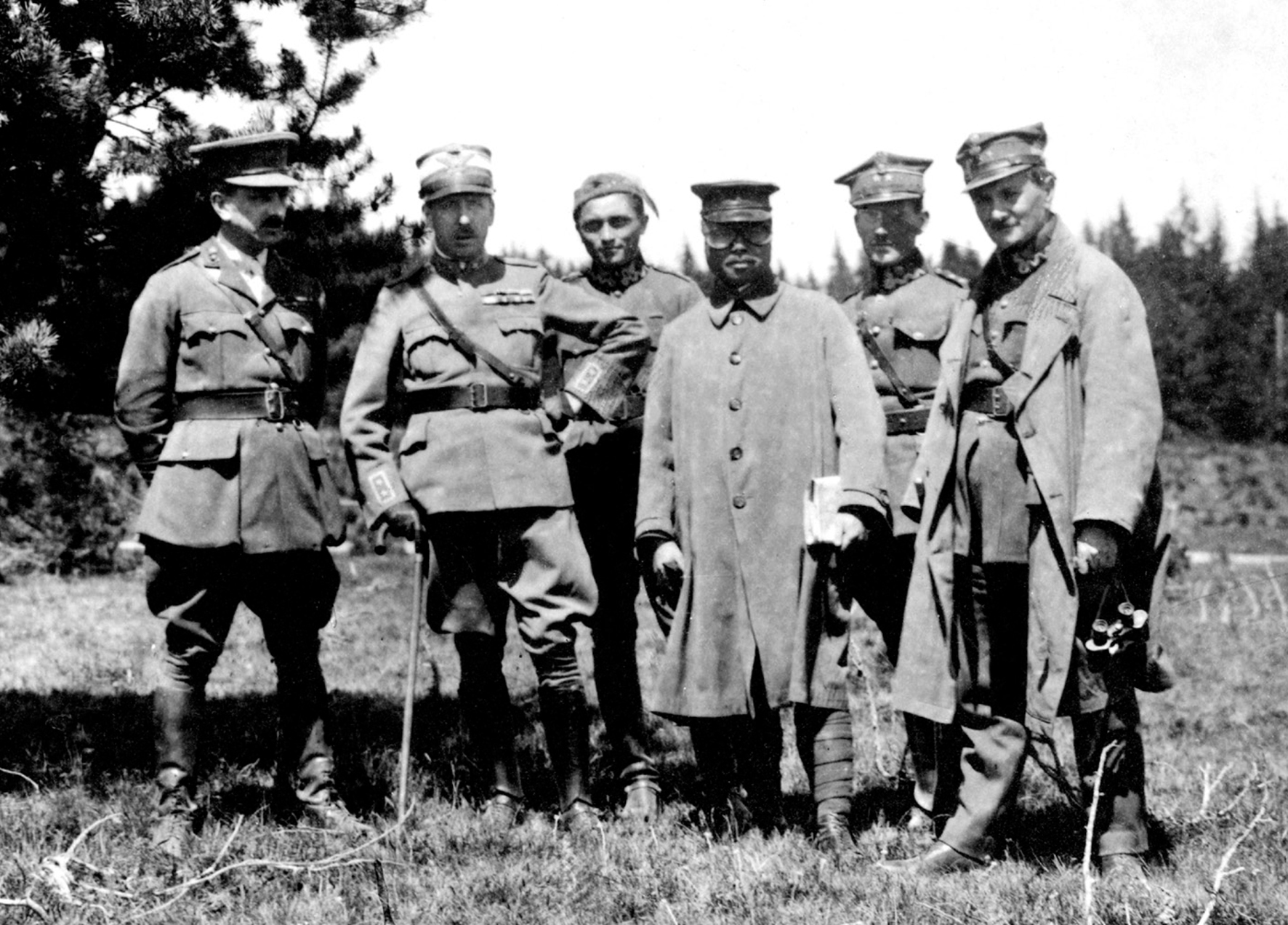
Członkowie polsko-czechosłowackiej Mieszanej Komisji Delimitacyjnej na granicy. Bronisław Romaniszyn (pierwszy z prawej) w towarzystwie przedstawicieli Anglii, Włoch i Japonii

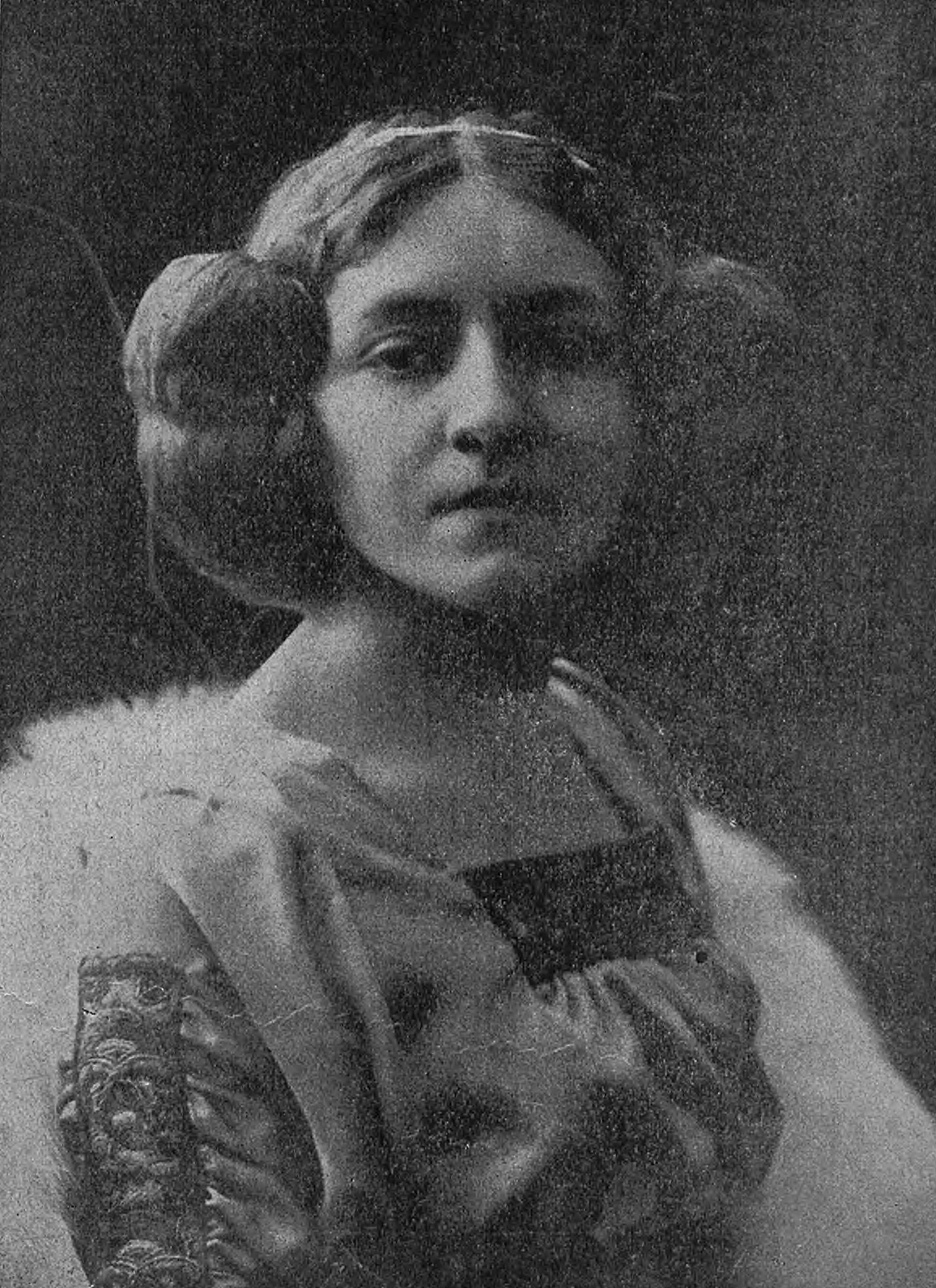
Halina Skwirczyńska – żona Bronisława Romaniszyna (przed 1911)

Kariera artystyczna Bronisława Romaniszyna została przerwana przez pierwszą wojnę światową. W Legionach Polskich służył (w randze porucznika od 1 stycznia 1915 r.) aż do rozwiązania Polskiego Korpusu Posiłkowego w lutym 1918 r. Był następnie internowany w obozie w Witkowicach. Po zakończeniu działań wojennych został skierowany przez Naczelne Dowództwo do pracy dyplomatycznej. I tak dnia 25 kwietnia 1919 r. został przydzielony do wojskowo-dyplomatycznej misji gen. Tadeusza Rozwadowskiego w Paryżu. Dnia 1 marca 1920 został zastępcą Komisarza Rządu Polskiego przy Międzysojuszniczej Komisji Delimitacyjnej dla wyznaczenia granicy polsko-czechosłowackiej. 19 sierpnia 1920 został zatwierdzony z dniem 1 kwietnia 1920 w stopniu kapitana, w piechocie, w grupie oficerów byłych Legionów Polskich. Pełnił wówczas służbę w Dowództwie Dywizji Strzelców Podhalańskich w Nowym Targu. 30 listopada 1921 został podkomisarzem granicznym. W 1922 brał udział w pracach ww. Komisji Delimitacyjnej na Spiszu i Orawie. Z dniem 1 stycznia został przemianowany na oficera zawodowego, w korpusie oficerów piechoty, w stopniu kapitana ze starszeństwem z 1 lipca 1919 i 35. lokatą, a z dniem 31 maja 1928 przeniesiony w stan spoczynku. W 1934, jako kapitan stanu spoczynku pozostawał w ewidencji Powiatowej Komendy Uzupełnień Kraków Miasto. Posiadał przydział do Oficerskiej Kadry Okręgowej Nr V. Był wówczas „przewidziany do użycia w czasie wojny”.
W okresie międzywojennym Romaniszyn występował również jako aktor – zarówno na scenach teatrów dramatycznych, jak i w filmach fabularnych. Grał m.in. w Teatrze Nowości w Krakowie („Pocałunek na scenie”, 1925 r.), jak również w Warszawie w Teatrze „Eldorado” („Kubuś, to ty?”) oraz w Wielkiej Operetce („Bal w Savoyu” Paula Ábraháma, 30 grudnia 1933 r. i „Pod Białym Koniem” Ralpha Benatzky’ego, 20 grudnia 1934 r., grał postać Cesarza). Jako aktor filmowy zagrał w 3 filmach fabularnych: „Bolek i Lolek” (1936 r.), „Straszny Dwór” (1936 r.) oraz „O czym marzą kobiety” (1937 r.) – grał postać Dyrektora hotelu. Zaraz po wojnie, w 1945 r., był w Elblągu gdzie skompletował grupę aktorów stanowiącą zaczątek dzisiejszego Teatru im. Aleksandra Sewruka.
W 1929 Bronisław Romaniszyn objął klasę śpiewu w Konserwatorium Śląskim w Katowicach i prowadził ją nieprzerwanie do 1939, uzyskując w 1938 z Ministerstwa Oświaty dyplom profesorski. Podczas II wojny światowej mieszkał w Krakowie ucząc prywatnie śpiewu oraz na Podhalu. Przechował cenne zbiory muzykologiczne Adolfa Chybińskiego, ocalił zbiory Polskiego Towarzystwa Tatrzańskiego, uratował od rekwizycji na rzecz Rzeszy Niemieckiej dzwony w zabytkowych kościołach podhalańskich w Harklowej, Łopusznej i Dębnie. Jako prezes Związku Organizacji Rybackich i Krajowego Towarzystwa Rybackiego – w latach 1940–1944 wykorzystując fundusze okupanta przyczynił się do zbudowania wielkiego ośrodka rybnego w Łopusznej, stacji naukowo-doświadczalnej i wzorowego muzeum ichtiologicznego.
Po wojnie – główną dziedziną działalności Romaniszyna stała się pedagogika muzyczna. W 1945 podjął pracę w krakowskiej Państwowej Wyższej Szkole Muzycznej obejmując funkcję dziekana Wydziału Wokalnego tej uczelni (lata 1945–1949 oraz 1950–1961) otrzymując w tym czasie tytuły: w 1954 – prof. nadzwyczajny, w 1958 – prof. zwyczajny. Jego uczniami byli m.in. Irena Lewińska, Edmund Kossowski i Janusz Żełobowski.
Bronisław Romaniszyn uznawany był za wybitnego specjalistę w dziedzinie wokalistyki oraz teoretyka sztuki wokalnej. W latach 1945–1956 przewodniczył Sekcji Śpiewu Solowego w Komisji Programowej Szkolnictwa Muzycznego. Jego wnioski zawarte w wysłanym referacie na Międzynarodowy Kongres Kultury Głosu (Paryż, 1947 r.) zostały przyjęte jako postulaty tego Kongresu. Zasiadał m.in. w jury Międzynarodowego Konkursu Muzycznego w Scheveningen. Brał udział w pracach jury konkursów krajowych, m.in. jako przewodniczący jury II Konkursu Kapel Góralskich i Podhala w Zakopanem (1955 r.) oraz zorganizowanego w 1958 r. w Krakowie przez Rozgłośnię Krakowską Polskiego Radia i Redakcję „Echa Krakowa” III Konkursie dla Śpiewaków Amatorów. Wielki miłośnik i znawca góralszczyzny Podhala, zwłaszcza jej muzyki i gwary – mistrz opowiadań gwarą, z którymi występował w radio. Jego najważniejszą pracą z zakresu teorii wokalistyki jest książka Z zagadnień sztuki i pedagogiki wokalnej (Wyd. Polskie Wydawnictwo Muzyczne, Kraków, 1957). Jest autorem wielu artykułów poświęconych wokalistyce. Publikował je głównie w „Kwartalniku Muzycznym” oraz „Ruchu Muzycznym”, rzadziej w „Muzyce” czy „Życiu Śpiewaczym”. Od 1945 r. współpracował z Polskim Wydawnictwem Muzycznym jako członek Państwowej Rady Programowej. Był autorem licznych opracowań wokalnych wydanych wyłącznie przez to krakowskie Wydawnictwo. Tłumaczył również teksty pieśni m.in. Heinricha Heinego. Od 1957 był prezesem Krakowskiego Towarzystwa Muzycznego, był również członkiem Stowarzyszenia Polskich Artystów Muzyków.
Romaniszyn należał do czołowych działaczy Towarzystwa Tatrzańskiego i ochrony przyrody w Polsce. W 1907 r. został członkiem Sekcji Turystycznej Towarzystwa Tatrzańskiego i uczestniczył w pierwszym zwiedzaniu Juhaskiej Jaskini w Giewoncie. W latach1925–1939 i 1945–1948 był członkiem Zarządu Głównego Polskiego Towarzystwa Tatrzańskiego. Od początku istnienia Sekcji Ochrony Tatr Towarzystwa Tatrzańskiego (1912 r.) był jej członkiem, po wojnie uczestniczył w działaniach na rzecz utworzenia Tatrzańskiego Parku Narodowego. Gdy w 1932 r. powstała w Chamonix (Francja) Union Internationale des Associations d’Alpinisme (UIAA) z siedzibą w Bernie (Szwajcaria) Polska przystąpiła do tej Federacji a Bronisław Romaniszyn został w niej Wiceprezesem. Był członkiem zarządu Stowarzyszenia Miłośników Kultury Tatrzańskiej. Ogłosił wiele artykułów o tematyce górskiej. Starał się również o ochronę ryb w rzekach górskich. Z tego zakresu napisał także kilka artykułów. Pod koniec 1945 r. został powołany przez Ministra Oświaty na członka Państwowej Rady Ochrony Przyrody.

## Życie prywatne
Z zawartego w dniu 30 września 1912 r. w Przewrotnem małżeństwa z pianistką Haliną Skwirczyńską (1887–1978) – uczennicą Teodora Leszetyckiego w Wiedniu – Romaniszyn nie pozostawił potomstwa. Oboje spoczywają na cmentarzu Rakowickim w Krakowie (kwatera: KA-grób po prawej Barana).

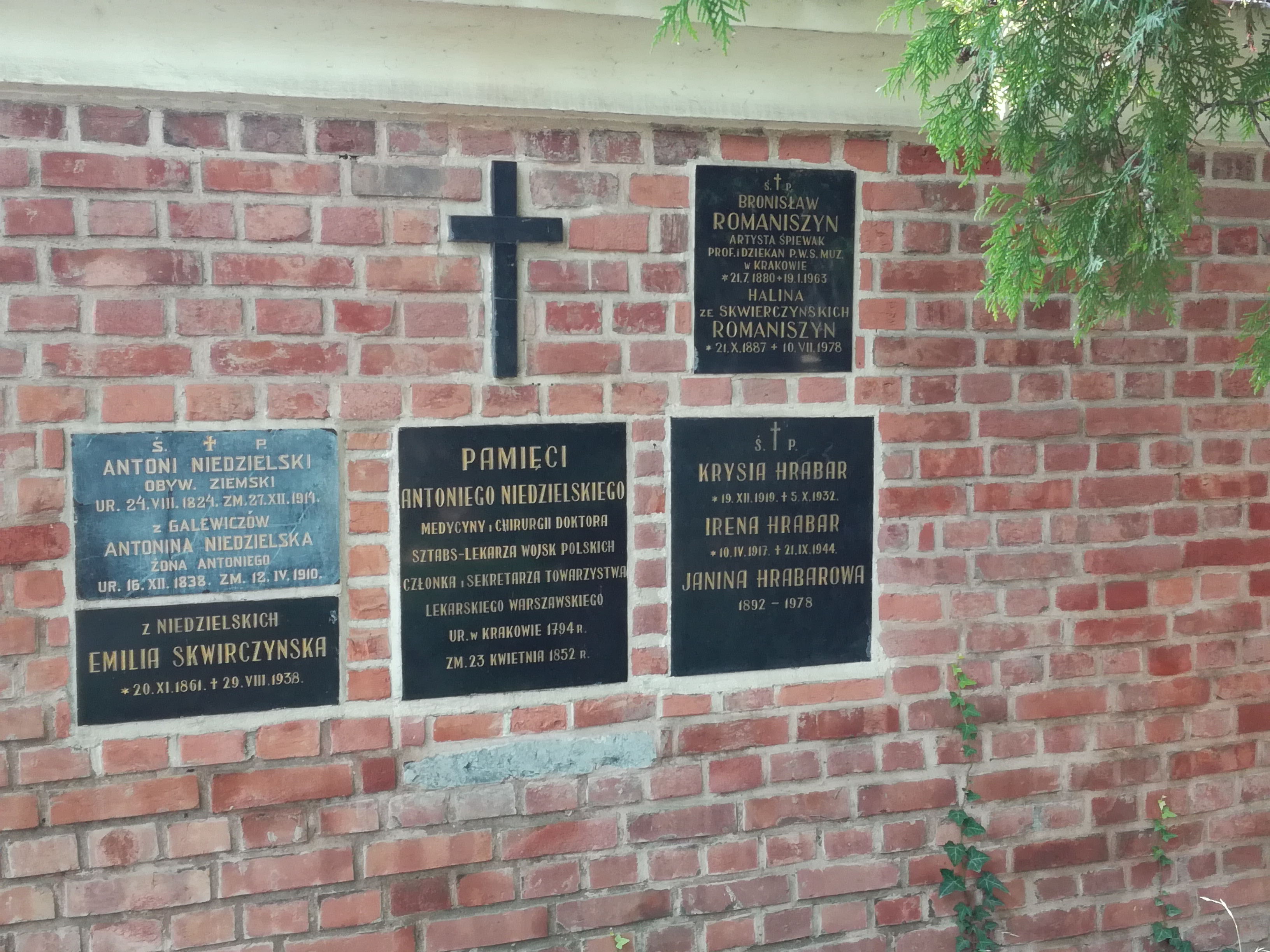
Grób prof. Bronisława Romaniszyna na cmentarzu Rakowickim w Krakowie

## Ordery i odznaczenia
- Krzyż Komandorski Orderu Odrodzenia Polski (1962)
- Krzyż Kawalerski Orderu Odrodzenia Polski (dwukrotnie: 7 listopada 1925[20], 16 lipca 1954[21])
- Złoty Krzyż Zasługi (30 lipca 1948)[22]
- Medal 10-lecia Polski Ludowej (19 stycznia 1955)[23]
- Krzyż Oficerski Orderu Białego Lwa (Czechosłowacja, 1927)
- Krzyż Kawalerski Orderu Legii Honorowej (Francja, 1931)

## Upamiętnienie
Od 1963 rozgrywane są coroczne zawody wędkarskie o Puchar Dunajca im. Prof. Bronisława Romaniszyna.

## Publikacje i artykuły (wybór)
Książka
- Z zagadnień sztuki i pedagogiki wokalnej, Wyd. Polskie Wydawnictwo Muzyczne, Kraków, 1957

Artykuły o tematyce muzycznej – wybór
- Interpretacyjne problemy twórczości wokalnej J. S. Bacha. Światła i cienie we współczesnej sztuce i pedagogice wokalnej, Kwartalnik Muzyczny, 1931 nr 10/11
- Głos dziecka i jego kształcenie, Kwart. Muz., 1933 nr 19/20
- Wpływ śpiewu na zdrowie człowieka, Śląskie Wiadomości Muzyczne, 1937
- O kulturę głosu w Polsce, Ruch Muz., 1946 nr 5
- Śpiew artystyczny w świetle badań eksperymentalnej fonetyki, Ruch Muz., 1946 nr 22/23, 24, 1947 nr 1–2
- Śpiew solowy w kościele, Ruch Muz. 1948 nr 1
- Wspomnienie o Janie Reszkem, Ruch Muz., 1948 nr 5–6
- Mieczysław Karłowicz, Ruch Muz., 1949 nr 3
- Technika wokalna wobec środków muzyki mechanicznej, Kwart. Muz., 1948 nr 21/22

Artykuły o tematyce przyrodniczej – wybór
- Cztery dni w Tatrach, „Tygodnik Zakopiański”, 1903, nr 9–15
- Ideologia alpinistyczna Malloryego, „Wierchy”, Rok 3, 1925
- Rybołówstwo sportowe, „Wierchy”, Rok 5, 1927
- Zagrożenie łososia, „Wierchy”, Rok 6, 1928
- Góry w twórczości kompozytorów europejskich, „Wierchy”, Rok 10, 1932
- Sport wędkarski a ochrona przyrody, „Przegląd Rybacki”, Rok 9, 1936
- Nowa placówka rybacka w Karpatach („Chrońmy Przyrodę Ojczystą”), Rok I, Kraków, wrzesień 1945, Nr 1

Opracowania muzyczne (wyłącznie Wyd. PWM)
- G. Concone: 50 ćwiczeń op.9 na głos wysoki z fortepianem, 1947, 1979
- N. Vaccai: Praktyczna metoda włoskiego śpiewu na głos średni z fortepianem, 1949, 2002
- Dawne arie włoskie XVII i XVIII w. (z A. Riegerem), 1951
- Wybór pieśni (wybór pieśni Stanisława Moniuszki), 1951
- Pieśni wybrane, tom 1 na głos niski, tom 2 na głos wysoki (wybór pieśni Stanisława Niewiadomskiego), 1954